# Cyril Morin
Cyril Morin (* 5. August 1962 in Blois, Frankreich) ist ein französischer Komponist.

## Leben
Seit seinem ersten komponierten Filmscore 1994 für den Fernsehfilm Flics de choc: Le dernier baroud, komponierte Morin unter anderem für internationale Produktionen wie Zaina – Königin der Pferde, Valley of Flowers und Die Reise des Personalmanagers. Für Die syrische Braut wurde er 2005 mit einer Nominierung des Europäischen Filmpreises für die Beste Filmmusik bedacht.

## Filmografie (Auswahl)
- 1994: Flics de choc: Le dernier baroud
- 2001: Samsara – Geist und Leidenschaft (Samsara)
- 2004: Die syrische Braut (Ha-Kala Ha-Surit)
- 2005: Mein kleines Jerusalem (La petite Jérusalem)
- 2005: Söldner der Hölle (Capitaines des ténèbres)
- 2005: Zaina – Königin der Pferde (Zaïna, cavalière de l'Atlas)
- 2006: 20 Nächte und ein Regentag (20 nuits et un jour de pluie)
- 2006: Leila – Die Tochter des Harki (Harkis)
- 2006: Valley of Flowers
- 2007: Späte Entscheidung (La surprise)
- 2008: Das auserwählte Kind – Reise ins Herz Tibets (Unmistaken Child)
- 2008: Ein schlichtes Herz (Un cœur simple)
- 2009: In einem anderen Licht (Sous un autre jour)
- 2010: Die Reise des Personalmanagers (שליחותו של הממונה על משאבי אנוש)
- 2011: Borgia (Fernsehserie)
- 2015: 7 Göttinnen (7 Angry Indian Goddesses)
- 2015: Sigmaringen, Hauptstadt Frankreichs (Sigmaringen – Le dernier refuge)
- 2018: Vom Lokführer, der die Liebe suchte...
- 2018: Eugène Delacroix – Ein Maler im Farbenrausch (Delacroix, d‘orient et d‘occident)
- 2021: Das Licht, aus dem die Träume sind (Last Film Show)
- 2023: Sira

## Auszeichnungen (Auswahl)
- Europäischer Filmpreis 2005: Nominierung für die Beste Filmmusik mit Die syrische Braut